# Henok Goitom
Henok Goitom (Solna, 1984. szeptember 22. –) svéd származású  eritreai válogatott labdarúgó, edző.

## Válogatott
Goitom 2005 és 2006 között rendszeresen pályára lépett a svéd U21-es válogatottban, részt vett a 2006-os és az egy évvel későbbi Európa-bajnokságon is. A 2006-os világbajnoki selejtezők alatt meghívást kapott a felnőtt válogatottba is, azonban bemutatkoznia nem sikerült.
2015 szeptemberében hivatalos kérelemmel fordult a FIFÁ-hoz, hogy felnőtt szinten pályára léphessen az eritreai válogatottban. Október 10-én debütált, csapata 0-2-es vereséget szenvedett Botswana nemzeti csapatától, összesítésben pedig 1-5 arányban maradt alul a vb-selejtezős párharcban. Eritrea egyetlen gólját Goitom szerezte.

## Magánélete
Az eritreai származású Goitom Solna megyében született, és a közeli, Stockholmhoz tartozó Husby nevű kistelepülésen nőtt fel.

## Statisztika

### Klub
2020. augusztus 9-én frissítve
| Klub                             | Szezon           | Bajnokság           | Bajnokság     | Bajnokság | Kupa          | Kupa  | Nemzetközi kupa | Nemzetközi kupa | Összesen      | Összesen |
| Klub                             | Szezon           | Bajnokság           | Pályára lépés | Gólok     | Pályára lépés | Gólok | Pályára lépés   | Gólok           | Pályára lépés | Gólok    |
| -------------------------------- | ---------------- | ------------------- | ------------- | --------- | ------------- | ----- | --------------- | --------------- | ------------- | -------- |
| Udinese                          | 2003–04          | Serie A             | 0             | 0         | 0             | 0     | –               | –               | 0             | 0        |
| Udinese                          | 2004–05          | Serie A             | 1             | 1         | 1             | 0     | –               | –               | 2             | 1        |
| Udinese                          | 2005–06          | Serie A             | 0             | 0         | 0             | 0     | –               | –               | 0             | 0        |
| Udinese                          | 2006–07          | Serie A             | 0             | 0         | 0             | 0     | –               | –               | 0             | 0        |
| Udinese                          | Összesen         | Összesen            | 1             | 1         | 1             | 0     | -               | -               | 2             | 1        |
| CF Ciudad de Murcia (kölcsönben) | 2005–06          | Segunda División    | 37            | 8         | 0             | 0     | –               | –               | 37            | 8        |
| CF Ciudad de Murcia (kölcsönben) | 2006–07          | Segunda División    | 38            | 15        | 0             | 0     | –               | –               | 38            | 15       |
| CF Ciudad de Murcia (kölcsönben) | Összesen         | Összesen            | 75            | 23        | 0             | 0     | -               | -               | 75            | 23       |
| Real Murcia CF                   | 2007–08          | La Liga             | 31            | 2         | 2             | 0     | –               | –               | 33            | 2        |
| Real Valladolid CF (kölcsönben)  | 2008–09          | La Liga             | 29            | 10        | 2             | 1     | –               | –               | 31            | 11       |
| Almería                          | 2009–10          | La Liga             | 21            | 1         | 0             | 0     | –               | –               | 21            | 1        |
| Almería                          | 2010–11          | La Liga             | 26            | 1         | 5             | 2     | –               | –               | 31            | 3        |
| Almería                          | 2011–12          | Segunda División    | 31            | 6         | 3             | 1     | –               | –               | 34            | 7        |
| Almería                          | Összesen         | Összesen            | 78            | 8         | 8             | 3     | -               | -               | 86            | 11       |
| AIK                              | 2012             | Allsvenskan         | 9             | 1         | 1             | 0     | 2               | 1               | 12            | 2        |
| AIK                              | 2013             | Allsvenskan         | 27            | 8         | 3             | 1     | -               | -               | 30            | 9        |
| AIK                              | 2014             | Allsvenskan         | 28            | 12        | 1             | 1     | 4               | 1               | 33            | 14       |
| AIK                              | 2015             | Allsvenskan         | 29            | 18        | 4             | 3     | 6               | 6               | 39            | 27       |
| AIK                              | Összesen         | Összesen            | 93            | 39        | 9             | 5     | 12              | 8               | 114           | 52       |
| Getafe                           | 2015–16          | La Liga             | 2             | 0         | 0             | 0     | –               | –               | 2             | 0        |
| San Jose Earthquakes             | 2016             | Major League Soccer | 8             | 0         | 0             | 0     | –               | –               | 8             | 0        |
| AIK                              | 2017             | Allsvenskan         | 24            | 5         | 2             | 0     | 5               | 1               | 31            | 6        |
| AIK                              | 2018             | Allsvenskan         | 30            | 12        | 6             | 1     | 4               | 0               | 40            | 13       |
| AIK                              | 2019             | Allsvenskan         | 30            | 11        | 5             | 1     | 8               | 3               | 43            | 15       |
| AIK                              | 2020             | Allsvenskan         | 14            | 4         | 4             | 1     | 0               | 0               | 18            | 5        |
| AIK                              | Összesen         | Összesen            | 98            | 32        | 17            | 3     | 17              | 4               | 132           | 39       |
| Karrier összesen                 | Karrier összesen | Karrier összesen    | 415           | 115       | 39            | 11    | 29              | 12              | 483           | 138      |

### Válogatott
| Eritrea  | Eritrea       | Eritrea |
| Év       | Pályára lépés | Gólok   |
| -------- | ------------- | ------- |
| 2015     | 2             | 1       |
| 2019     | 2             | 0       |
| Összesen | 4             | 1       |

2019. szeptember 10-én frissítve

### Válogatott góljai
| #  | Dátum             | Helyszín                                   | Ellenfél | Eredmény a gól után | Végeredmény | Mérkőzés besorolása  |  |
| -- | ----------------- | ------------------------------------------ | -------- | ------------------- | ----------- | -------------------- |  |
| 1. | 2015. október 13. | Francistown Stadium, Francistown, Botswana | Botswana | 1–0                 | 1–3         | 2018-as vb-selejtező |  |